# NGC 2266
NGC 2266 là cụm sao mở trong chòm sao Song Tử. Kích thước rõ ràng của nó là 5 phút cung. Khoảng cách của nó là 3.400 parsec (11.000 ly). Nó được phát hiện bởi nhà thiên văn học người Đức gốc Anh William Herschel vào ngày 7 tháng 12 năm 1785.